# バーナード・フィッツウォルター
バーナード・フィッツウォルター (Bernard Fitzwalter) はイギリスで活躍する西洋占星術師。ロンドンの「アストロロジカル・ロッジ」という、ヨーロッパで最古の占星術団体で、会長を二度務めている。現在はイギリスのマスコミを中心に活動している。
世界11カ国で出版されている「ELLE」誌や、「MISTY」などの日本の女性誌で占いの原稿執筆をするなど、様々なメディアでも活躍している。
同じくイギリスの有名占い師であるジョナサン・ケイナーとは親しい間柄で、ケイナーが休暇をとる際には、彼の公式サイトに登場し、占いを代筆することもある。「ジョナサン・ケイナーの英国式占星術」というサイトでも、日本語に翻訳された彼の占いが公開されている。

## 著書
- "Sun Sign Guide" (Sun Sign Guides), Aquarian Press, 1987/06, ISBN 9780850305814
- （Reymond Henryと共著） "Dark Stars Invisible Focal Points in Astrology" (Astrology Handbooks), Sterling Pub Co Inc, 1988/09, ISBN 9780850306439
- "Sun Sign Secrets" (The Aquarian Birthday books), Aquarian Press, 1989/4, ISBN 9780850306965
- "Sun Sign Secrets: The Ultimate Astrological Guide to Yourself", Thorson Pub, 1991/09, ISBN 9781855380769